# 줄리아 바레토
줄리아 바레토(Julia Barretto, 1997년 3월 10일 ~ )는 필리핀의 배우이다.